# Naotsete Corona
La Naotsete Corona è una struttura geologica della superficie di Venere.